# Siwellen
Siwellen är en bergstopp i Schweiz.   Den ligger i kantonen Glarus, i den östra delen av landet, 130 km öster om huvudstaden Bern. Toppen på Siwellen är 2 307 meter över havet, eller 109 meter över den omgivande terrängen. Bredden vid basen är 1,2 km.
Terrängen runt Siwellen är huvudsakligen mycket bergig. Närmaste större samhälle är Glarus, 3,9 km väster om Siwellen. 
I omgivningarna runt Siwellen växer i huvudsak blandskog. Runt Siwellen är det mycket glesbefolkat, med 7 invånare per kvadratkilometer.